# Johan Eriksson (ishockeyspelare)
Johan Eriksson, född 28 maj 1993, är en svensk professionell ishockeyspelare som spelar för Almtuna IS i Hockeyallsvenskan. Hans moderklubb är Sandvikens IK, som junior spelade han för Brynäs IF.